# 建新
建新（Kiến Tân，1398年三月—1400年二月），越南陳朝少帝的年号，也是陳朝最后一个年号。

## 纪年
| 建新 | 元年   | 2年    | 3年    |
| 公元 | 1398年 | 1399年 | 1400年 |
| 干支 | 戊寅   | 己卯   | 庚辰   |

## 出典
- 越南年号索引
- 《大越史記全書》本紀卷8　戊寅光泰11年春3月15日条

| 前一年號： 光泰 | 越南陳朝年号 | 下一年號： 胡朝：聖元 |